# (3580) Avery
(3580) Avery (1983 CS2) – planetoida z grupy pasa głównego asteroid okrążająca Słońce w ciągu 4,85 lat w średniej odległości 2,86 j.a. Odkrył ją Norman G. Thomas 15 lutego 1983 roku.